# Bolungarvíkurkaupstaður
Bolungarvíkurkaupstaður is een gemeente in het noordwesten van IJsland in de regio Vestfirðir, de belangrijkste plaats in de gemeente is de stad Bolungarvík.
Bolungarvíkurkaupstaður · Ísafjarðarbær · Reykhólahreppur · Tálknafjarðarhreppur · Vesturbyggð · Súðavíkurhreppur · Árneshreppur · Kaldrananeshreppur · Bæjarhreppur · Strandabyggð